# Милео (Потенца)
Милео (итал. Mileo) је насеље у Италији у округу Потенца, региону Базиликата.
Према процени из 2011. у насељу је живело 476 становника. Насеље се налази на надморској висини од 666 м.